# Paraonis dubius
Paraonis dubius är en ringmaskart som först beskrevs av Augener 1914.  Paraonis dubius ingår i släktet Paraonis och familjen Paraonidae. Inga underarter finns listade i Catalogue of Life.